# City of West Torrens
City of West Torrens is een Local Government Area (LGA) in de Australische deelstaat Zuid-Australië.